# Christof Gläsel
Christof Gläsel (11. ledna 1888 Štítary nebo Schönbach u Aše – 12. dubna 1938) byl československý politik německé národnosti a meziválečný poslanec Národního shromáždění.

## Biografie
Podle údajů k roku 1930 byl povoláním rolník a hostinský v Štítarech. Patřil k místnímu rodu ze Štítar.
Po parlamentních volbách v roce 1925 získal za Německý svaz zemědělců (BdL) poslanecké křeslo v Národním shromáždění. Mandát ovšem získal až dodatečně, v březnu 1928, jako náhradník poté, co byl poslaneckého křesla zbaven Josef Mayer. Mandát obhájil v parlamentních volbách v roce 1929. Byl členem zemské zemědělské rady.
Zemřel v dubnu 1938 a byl pohřben na evangelickém hřbitově v Aši za velké účasti veřejnosti.